# Fanfan
Fanfan és una pel·lícula francesa d'Alexandre Jardin, estrenada l'any 1993. Ha estat doblada al català.

## Argument
Alexandre ho té tot per ser feliç: una encantadora companya, Laure, amb la qual viu des de fa cinc anys, un pis espaiós i un brillant futur en perspectiva. Però és encara un etern adolescent, enemic de la rutina que la seva promesa s'esforça de combatre multiplicant les sorpreses i les extravagàncies. Una nit, Alexandre coneix Fanfan, que l'enlluerna per la seva vitalitat, la seva bellesa i el seu aplom. Perdudament enamorat, comença a cortejar-la. No obstant això, per evitar l'ocàs de la passió i els desenganys de la vida de parella, decideix de no declarar-li mai la seva flama. Sent així perpetuar amb ella la grisor dels preludis, la felicitat d'aquests instants on l'amor no és encara més que una promesa…

## Repartiment
- Sophie Marceau: Fanfan
- Vincent Pérez: Alexandre
- Marina Delterme: Laure
- Micheline Presle: Maude
- Gérard Séty: Ti
- Patrick Aubrée: El president
- Gérard Caillaud: El pare de Laure
- Jean-Marie Cornille: El propietari
- Béatrice Esterle: La mare de Fanfan
- Pierre Gérald: El vell senyor
- Maxime Lombard: L'advocat
- Marcel Maréchal: El pare de Fanfan
- Arielle Semenoff: La mare de Laure
- Samuel Sogno: Franck
- Bruno Todeschini: Paul
- Mathilde Vitry: La dona del propietari
- Thierry Lhermitte: cameo (al restaurant)